# Belvárosi Betyárok
A Belvárosi Betyárok gyerekeknek, családoknak muzsikáló és alkotó zenekar. 2015 óta koncertezik, 2022-ig két kislemezük és három nagylemezük jelent meg. Hazai koncertjeik mellett tizenegy ország magyar közösségének koncerteznek. Stílus: blues, bluegrass, country, rock, reggae.

## Története
A Belvárosi Betyárok zenekar 2015 óta koncertezik, alapítója Váray László dalszerző, énekes. Baráti felkérésre oktatási intézményekben léptek fel alkalmi formációként, rövid időn belül bekerültek országos rendezvények, kulturális fesztiválok műsoraiba.[forrás?]
2016-ban a Gryllus Kiadónál megjelent Fejforgató című lemezük megjelenése után lettek ismertek. A lemezt a Láss világot! című dalhoz készült animációs klippel és jótékonysági kampánnyal vezették fel. Lemezbemutató koncertkörútjuk 2016 végén indult, ezzel párhuzamosan beindították koncertjeiket a külföldön élő magyar közösségekben is. Koncerteztek Szlovákiában, Franciaországban, Dániában, Ausztriában, Romániában, Németországban, Kanadában, Norvégiában, Svájcban és az Egyesült Államokban.
2018-ban megjelent A Tündértó partján című második lemezüket Fonogram díjra jelölték. A címet Buboréktündér című balladájuk egyik sorából kölcsönözték, amelyhez elkészült első élőszereplős videóklipjük. Az albumhoz tartozó kampányt a Mama (beszélgetős dal) című dallal vezették fel, amely az elmúlásról szól. A lemezt 2019 áprilisában Fonogram díjra jelölték, májusban pedig átvehették a TAPS Díjat.
2019-ben a Gryllus Kiadó adventi sorozatában megjelent a Betyárok Karácsonya című kislemezük.
2020 tavaszán a zenekar kiadja az autizmussal élőknek és környezetüknek írt Autitkok című dalát.
2021-ben jelent meg harmadik nagylemezük Öt perc múlva hat perc! címmel, az albumon közreműködik többek között Gryllus Dániel és Ferenczi György.
A lemez beharangozó klipje a Fapipa című dalukhoz készült, ami az ismert magyar mondóka továbbírt változata. A legnagyobb közösségi oldal[pontosabban?] letiltotta a klip hirdetését, mivel ott dohányterméket nem lehet reklámozni.
Év végén elindultak lemezbemutató koncertjeik, 2022-ben a lemezt Fonogram díjra jelölték.

## Különleges dalok

### Láss világot!
A dal 2015-ben született, főhőse Zalán, egy súlyos szembetegséggel küzdő kisfiú, akinek történetére a család és a zenekar egy közös barátja hívta fel a figyelmet.[forrás?] A dal az édesanyával folytatott beszélgetések és üzenetváltások után született meg, és egy jótékonysági koncerten hangzott el először. A klipet Kapcsa Tamás illusztrátor rendezte és Cseh Róbert operatőr-rendező animálta. A dal egy jókívánság és mantra is egyben, hogy Zalán meggyógyuljon és sok csodát lásson a világban. / Premier 2016. november 3.

#### Mama (beszélgetős dal)
A dal az elmúlásról szól. A felvételt a sajtóban többször nevezték tabudöntögetőnek és nagyon pozitív fogadtatásban részesült.[forrás?] Dr. Kádár Annamária is ezt a dalt kiemelve írt ajánlást a zenekar új lemezéről. / Premier 2018. október 28.

#### Tanítás Kicsiknek és nagyoknak
A zenekar történetében az első olyan felvétel, ami nem burkoltan szól a felnőtt hallgatósághoz. Megfogalmazásuk szerint olyan mesterekkel adják elő a dalt, akiknek a zenéjén ők is felnőttek, akiktől ők is tanultak.[forrás?] Éneken közreműködik Gryllus Dániel, szájharmonikán Ferenczi György. A dal első verziója a 2016-os Fejforgató című lemezen hallható, ennek bővebben hangszerelt változata a 2019-ben publikált dalt. (Premier 2019. augusztus 12.)

#### Autitkok
Autitkok című daluk a spektrumzavarral élőknek, az őket segítőknek és persze a nagyközönségnek is szól. Főhőse itt is egy létező kisfiú, rajta keresztül láttatja világukat a dal, amelynek szövege egyszerre magyarázó és edukatív. A dal és a klip minden évben bekerül országos és regionális jótékonysági rendezvényeken, kampányokban. (Premier 2022. április)

## Tagok
- Váray László – ének, gitárok, banjo, mandolin
- Alasztics Balázs – szaxofon
- Kovács Gábor – ütőhangszerek

## Diszkográfia
- Fejforgató (2016)
- A Tündértó partján (2018)
- Öt perc múlva hat perc! (2021)

## Díjak
- Fonogram díjra jelölés (2019,[4] 2022[5])
- TAPS Új érték Díj (2019)